# Saint-Vincent-d'Olargues
Saint-Vincent-d'Olargues (Sant Vincenç d'Olargues en occitan) est une commune française située dans l'ouest du département de l'Hérault en région Occitanie. La commune est membre du Parc naturel régional du Haut-Languedoc. Elle adhère également à la communauté de communes Orb et Jaur.
Exposée à un climat méditerranéen, elle est drainée par le Jaur, le ruisseau de Mauroul, le ruisseau de Rautely, le ruisseau de Saillens, le ruisseau du Cros et par divers autres petits cours d'eau. Incluse dans le parc naturel régional du Haut-Languedoc, la commune possède un patrimoine naturel remarquable : un site Natura 2000 (la « grotte de Julio ») et quatre zones naturelles d'intérêt écologique, faunistique et floristique.
Saint-Vincent-d'Olargues est une commune rurale qui compte 354 habitants en 2022, après avoir connu un pic de population de 1 604 habitants en 1831. Elle est ville-centre de l'unité urbaine d'Olargues.
Ses habitants sont appelés les Vincentinois.

## Géographie

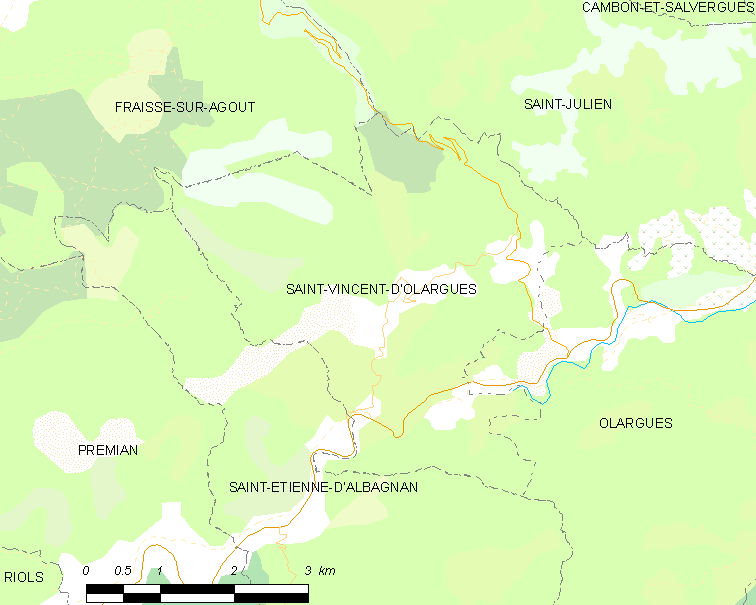
Carte

Saint-Vincent-d'Olargues se situe au nord ouest du département de l'Hérault, à 5 km d'Olargues, à 30 km de Bédarieux et à 50 km de Béziers. La commune est traversée par deux routes départementales ; la RD 908 reliant Saint-Pons-de-Thomières à Bédarieux via Olargues et la RD 14 rejoignant le col de Fontfroide.
Saint-Vincent est accroché au flanc de l'Espinouse formant les premiers contreforts du Massif central au-dessus du village d'Olargues.
La commune est baignée par le Jaur au niveau de Galhergues et de Julio ainsi que par de nombreux ruisseaux dont le plus important est le ruisseau de Coustorgues.
- La commune a la particularité d'être composée de douze hameaux dispersés, depuis les bords du Jaur jusqu'au flanc de l'Espinouse, autour du bourg centre qu'est Saint-Vincent.

Il s'agit des hameaux de:
| - Camproger - Cros de Saint Vincent (le) - Fontésié (la) - Galhergues | - Gourlaury - Julio - Mas du Gua (le) - Mazarié (la) | - Pestous - Pradels - Raspalhac - Violgues |

### Communes limitrophes[1]
| Fraisse-sur-Agout        | Fraisse-sur-Agout        | Saint-Julien |
| Saint-Étienne-d'Albagnan | Saint-Vincent-d'Olargues | Saint-Julien |
| Saint-Étienne-d'Albagnan | Saint-Étienne-d'Albagnan | Olargues     |

### Climat
Pour des articles plus généraux, voir Climat de l'Occitanie et Climat de l'Hérault.
En 2010, le climat de la commune est de type climat méditerranéen franc, selon une étude s'appuyant sur une série de données couvrant la période 1971-2000. En 2020, Météo-France publie une typologie des climats de la France métropolitaine dans laquelle la commune est exposée à un climat méditerranéen et est dans la région climatique  Provence, Languedoc-Roussillon, caractérisée par une pluviométrie faible en été, un très bon ensoleillement (2 600 h/an), un été chaud (21,5 °C), un air très sec en été, sec en toutes saisons, des vents forts (fréquence de 40 à 50 % de vents > 5 m/s) et peu de brouillards.
Pour la période 1971-2000, la température annuelle moyenne est de 13,2 °C, avec une amplitude thermique annuelle de 15,6 °C. Le cumul annuel moyen de précipitations est de 1 291 mm, avec 9,3 jours de précipitations en janvier et 3,7 jours en juillet. Pour la période 1991-2020, la température moyenne annuelle observée sur la station météorologique la plus proche, située sur la commune de Cambon-et-Salvergues à 7 km à vol d'oiseau, est de 9,7 °C et le cumul annuel moyen de précipitations est de 1 580,8 mm,. Pour l'avenir, les paramètres climatiques de la commune estimés pour 2050 selon différents scénarios d'émission de gaz à effet de serre sont consultables sur un site dédié publié par Météo-France en novembre 2022.

### Milieux naturels et biodiversité

#### Espaces protégés
La protection réglementaire est le mode d’intervention le plus fort pour préserver des espaces naturels remarquables et leur biodiversité associée,.
Un  espace protégé est présent sur la commune : 
le parc naturel régional du Haut-Languedoc, créé en 1973 et d'une superficie de 307 184 ha, qui s'étend sur 118 communes et deux départements. Implanté de part et d’autre de la ligne de partage des eaux entre Océan Atlantique et mer Méditerranée, ce territoire est un véritable balcon dominant les plaines viticoles du Languedoc et les étendues céréalières du Lauragais,.

#### Réseau Natura 2000

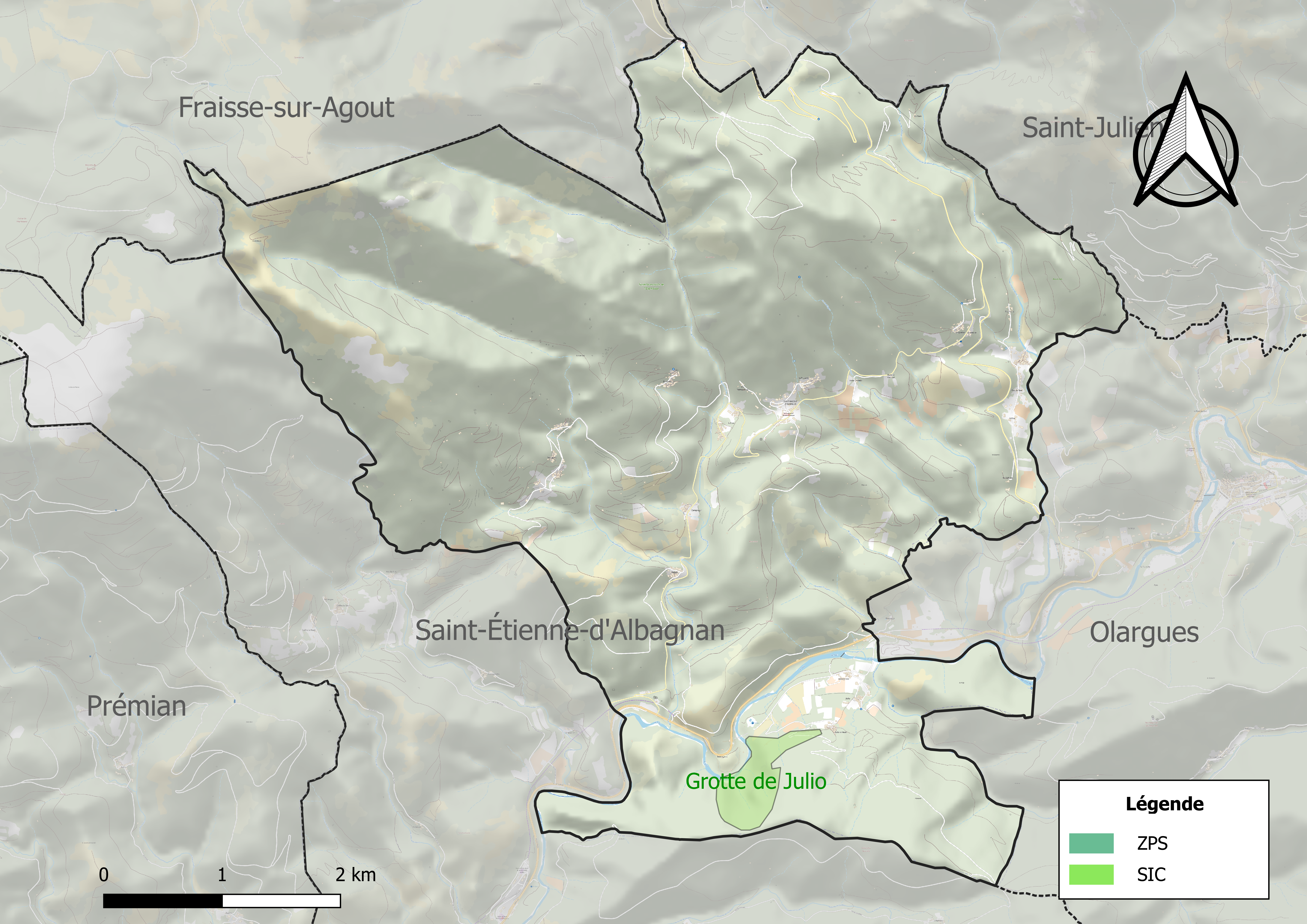
Site Natura 2000 sur le territoire communal.

Le réseau Natura 2000 est un réseau écologique européen de sites naturels d'intérêt écologique élaboré à partir des directives habitats et oiseaux, constitué de zones spéciales de conservation (ZSC) et de zones de protection spéciale (ZPS).
Un site Natura 2000 a été défini sur la commune au titre de la directive habitats : la « grotte de Julio », d'une superficie de 17,44 ha, un lieu de présence et/ou de mise-bas  pour de nombreuses espèces de chauve-souris mentionnées dans l'annexe II de la Directive, en particulier, le Minioptère de Schreibers, le grand Murin, le petit Murin, le Vespertilion de Capaccini, le Rhinolophe eutyale,et le Rhinolophe de Mehely.

#### Zones naturelles d'intérêt écologique, faunistique et floristique
L’inventaire des zones naturelles d'intérêt écologique, faunistique et floristique (ZNIEFF) a pour objectif de réaliser une couverture des zones les plus intéressantes sur le plan écologique, essentiellement dans la perspective d’améliorer la connaissance du patrimoine naturel national et de fournir aux différents décideurs un outil d’aide à la prise en compte de l’environnement dans l’aménagement du territoire.
Une ZNIEFF de type 1 est recensée sur la commune :
la « grotte de Julio » (58 ha), couvrant 2 communes du département et trois ZNIEFF de type 2, : 
- le « massif de l'Espinouse » (20 035 ha), couvrant 19 communes du département[18] ;
- le « massif du Somail » (23 004 ha), couvrant 11 communes dont dix dans l'Hérault et une dans le Tarn[19] ;
- la « montagne noire centrale » (34 724 ha), couvrant 27 communes du département[20].

Carte des ZNIEFF de type 1 et 2 à Saint-Vincent-d'Olargues.
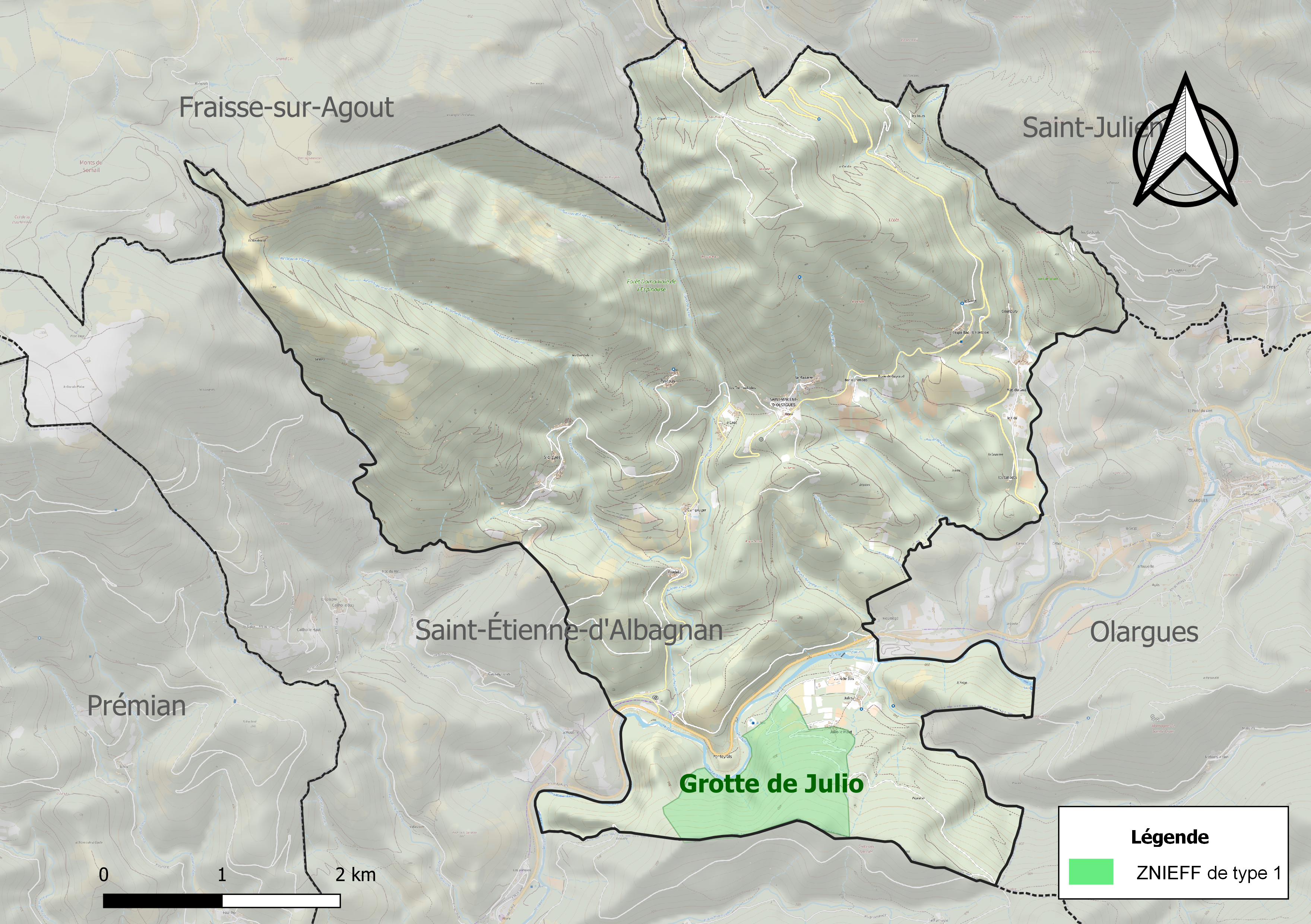
Carte de la ZNIEFF de type 1 sur la commune.
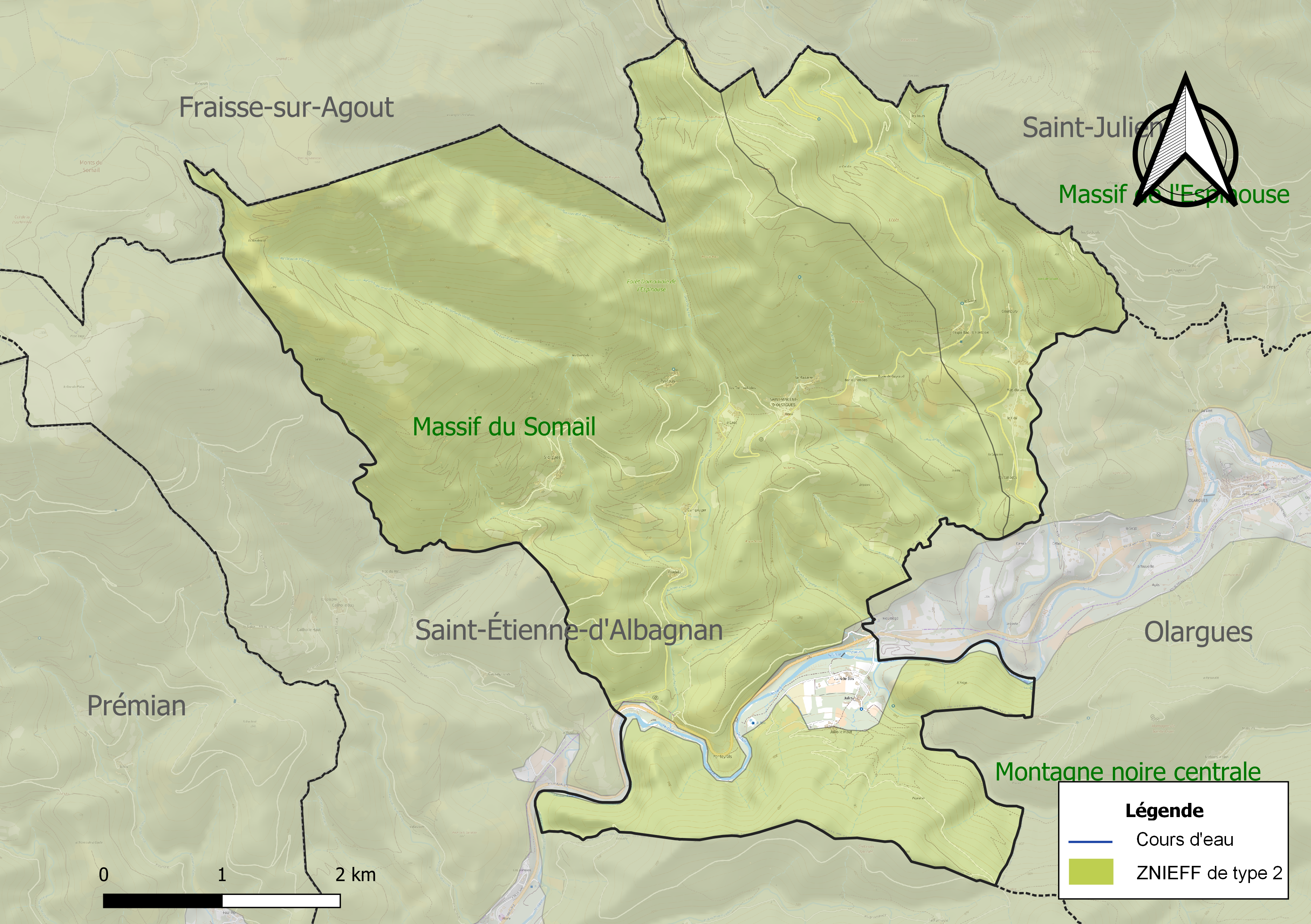
Carte des ZNIEFF de type 2 sur la commune.

## Urbanisme

### Typologie
Au 1er janvier 2024, Saint-Vincent-d'Olargues est catégorisée commune rurale à habitat dispersé, selon la nouvelle grille communale de densité à sept niveaux définie par l'Insee en 2022.
Elle appartient à l'unité urbaine d'Olargues, une agglomération intra-départementale regroupant six  communes, dont elle est ville-centre,,. La commune est en outre hors attraction des villes,.

### Occupation des sols
L'occupation des sols de la commune, telle qu'elle ressort de la base de données européenne d’occupation biophysique des sols Corine Land Cover (CLC), est marquée par l'importance des forêts et milieux semi-naturels (85,6 % en 2018), en diminution par rapport à 1990 (86,8 %). La répartition détaillée en 2018 est la suivante : 
forêts (63,7 %), milieux à végétation arbustive et/ou herbacée (17,5 %), zones agricoles hétérogènes (14,4 %), espaces ouverts, sans ou avec peu de végétation (4,4 %). L'évolution de l’occupation des sols de la commune et de ses infrastructures peut être observée sur les différentes représentations cartographiques du territoire : la carte de Cassini (XVIIIe siècle), la carte d'état-major (1820-1866) et les cartes ou photos aériennes de l'IGN pour la période actuelle (1950 à aujourd'hui).

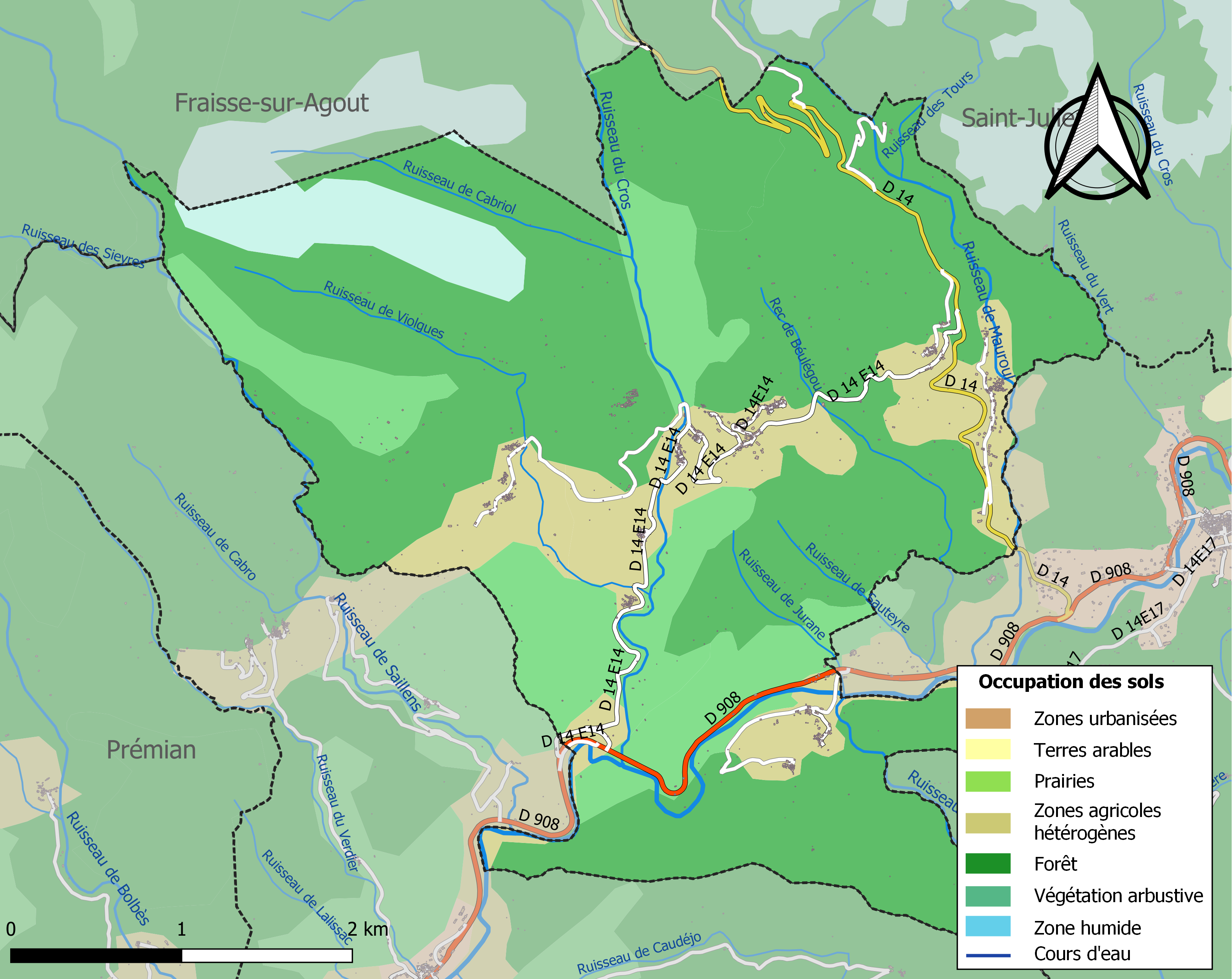
Carte des infrastructures et de l'occupation des sols de la commune en 2018 (CLC).

### Risques majeurs
Le territoire de la commune de Saint-Vincent-d'Olargues est vulnérable à différents aléas naturels : météorologiques (tempête, orage, neige, grand froid, canicule ou sécheresse), feux de forêts, mouvements de terrains et séisme (sismicité très faible). Il est également exposé à un risque technologique,  le transport de matières dangereuses, et à deux risques particuliers : le risque minier et le risque de radon. Un site publié par le BRGM permet d'évaluer simplement et rapidement les risques d'un bien localisé soit par son adresse soit par le numéro de sa parcelle.

#### Risques naturels
Saint-Vincent-d'Olargues est exposée au risque de feu de forêt. Un plan départemental de protection des forêts contre les incendies (PDPFCI) a été approuvé en juin 2013 et court jusqu'en 2022, où il doit être renouvelé. Les mesures individuelles de prévention contre les incendies sont précisées par deux arrêtés préfectoraux et s’appliquent dans les zones exposées aux incendies de forêt et à moins de 200 mètres de celles-ci. L’arrêté du 25 avril 2002 réglemente l'emploi du feu en interdisant notamment d’apporter du feu, de fumer et de jeter des mégots de cigarette dans les espaces sensibles et sur les voies qui les traversent sous peine de sanctions. L'arrêté du 11 mars 2013 rend le débroussaillement obligatoire, incombant au propriétaire ou ayant droit,.

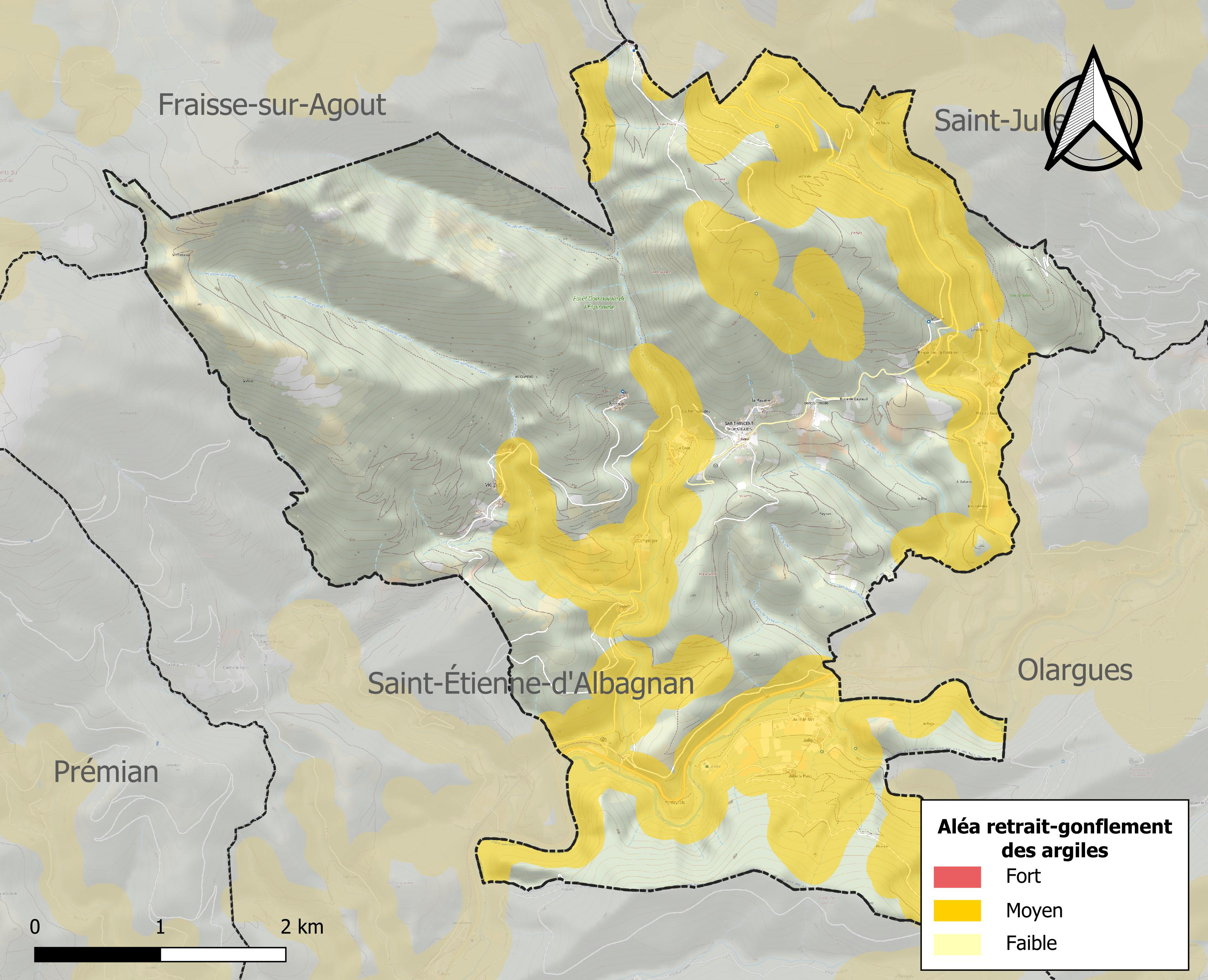
Carte des zones d'aléa retrait-gonflement des sols argileux de Saint-Vincent-d'Olargues.

La commune est vulnérable au risque de mouvements de terrains constitué principalement du retrait-gonflement des sols argileux. Cet aléa est susceptible d'engendrer des dommages importants aux bâtiments en cas d’alternance de périodes de sécheresse et de pluie. 36 % de la superficie communale est en aléa moyen ou fort (59,3 % au niveau départemental et 48,5 % au niveau national). Sur les 321 bâtiments dénombrés sur la commune en 2019, 205 sont en aléa moyen ou fort, soit 64 %, à comparer aux 85 % au niveau départemental et 54 % au niveau national. Une cartographie de l'exposition du territoire national au retrait gonflement des sols argileux est disponible sur le site du BRGM,.
Par ailleurs, afin de mieux appréhender le risque d’affaissement de terrain, l'inventaire national des cavités souterraines permet de localiser celles situées sur la commune.
La commune a été reconnue en état de catastrophe naturelle au titre des dommages causés par les inondations et coulées de boue survenues en 1982, 1995, 1996, 2003, 2014 et 2018. 

#### Risques technologiques
Le risque de transport de matières dangereuses sur la commune est lié à sa traversée par des infrastructures routières ou ferroviaires importantes ou la présence d'une canalisation de transport d'hydrocarbures. Un accident se produisant sur de telles infrastructures est susceptible d’avoir des effets graves sur les biens, les personnes ou l'environnement, selon la nature du matériau transporté. Des dispositions d’urbanisme peuvent être préconisées en conséquence.

#### Risque particulier
L’étude Scanning de Géodéris réalisée en 2008 a établi pour le département de l’Hérault une identification rapide des zones de risques miniers liés à l’instabilité des terrains.  Elle a été complétée en 2015 par une étude approfondie sur les anciennes exploitations minières du bassin houiller de Graissessac et du district polymétallique de Villecelle. La commune est ainsi concernée par le risque minier, principalement lié à l’évolution des cavités souterraines laissées à l’abandon et sans entretien après l’exploitation des mines.
Dans plusieurs parties du territoire national, le radon, accumulé dans certains logements ou autres locaux, peut constituer une source significative d’exposition de la population aux rayonnements ionisants. Certaines communes du département sont concernées par le risque radon à un niveau plus ou moins élevé. Selon la classification de 2018, la commune de Saint-Vincent-d'Olargues est classée en zone 3, à savoir zone à potentiel radon significatif.

## Histoire

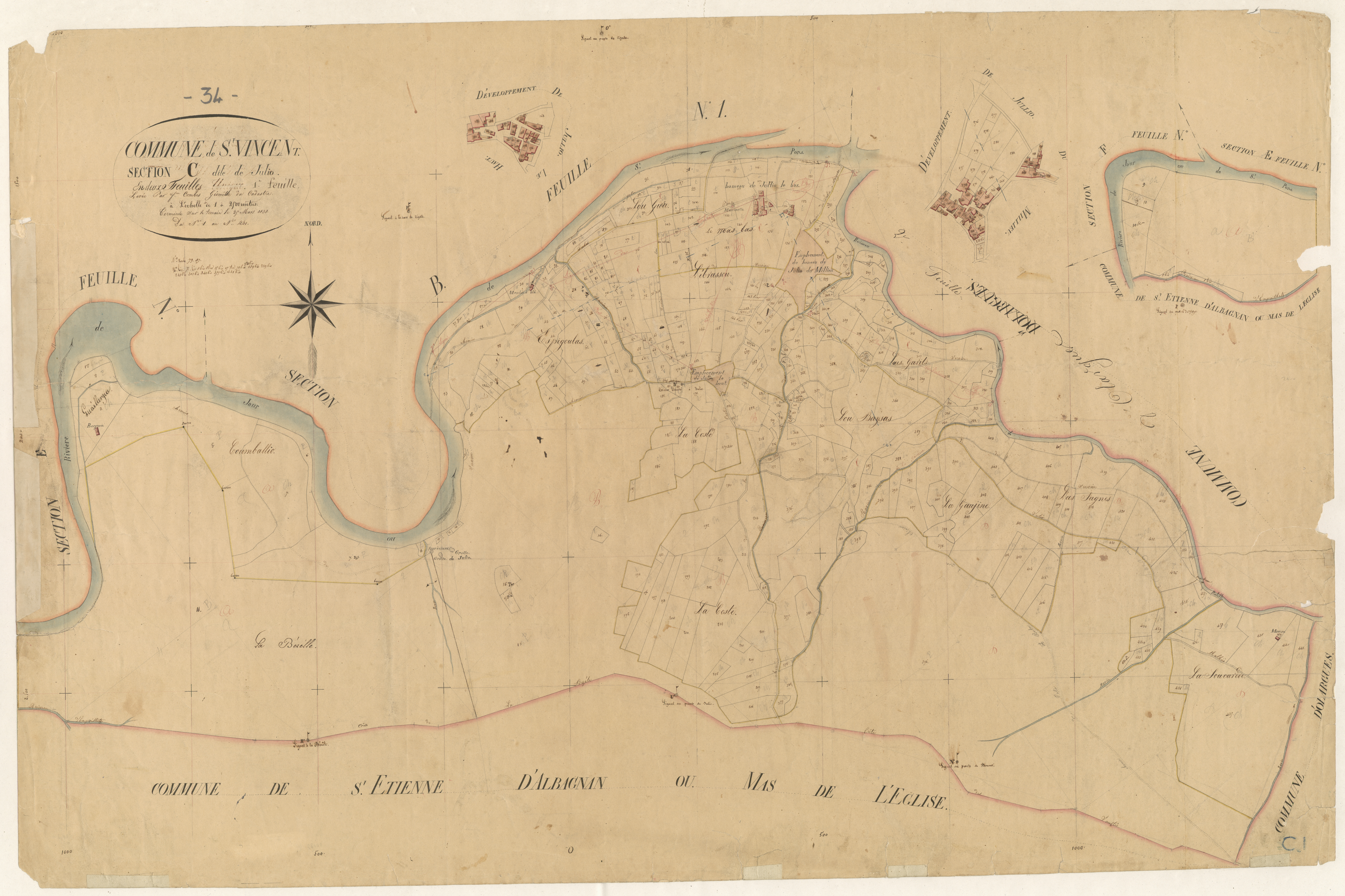
Plan cadastral napoléonien (1831).

L'occupation du site de Saint-Vincent remonte à l'époque préhistorique comme le prouve le dolmen de Raspailhac dont les vestiges sont exposés au musée d'Olargues.
Au cours de la Révolution française, la commune porte les noms de Collines-et-Rochers et de Vincent-de-Collines-et-Rochers.
Au XIXe et au XXe siècle, le village s'est spécialisé dans la production castanéicole, de prunes et de cerises.
Ce n'est que le 22 mars 1955 que l'appellation Saint-Vincent-d'Olargues fut adoptée en remplacement de Saint-Vincent.
Depuis 2014, à la suite de la disparition de l'ancien canton d'Olargues, la commune appartient au canton de Saint-Pons-de-Thomières.

### Les Hospitaliers
Saint-Vincent est une ancienne commanderie hospitalière de l'ordre de Saint-Jean de Jérusalem attestée depuis au moins 1174 devenue après 1345 un membre de la commanderie de Narbonne du grand prieuré de Saint-Gilles au sein de la langue de Provence,,.
L'église de Saint-Vincent est mentionnée dès 1157 lorsque Pons d'Olargues en fait don aux Hospitaliers de l'ordre de Saint-Jean de Jérusalem.

## Héraldique
| Blason de Saint-Vincent-d'Olargues | Les armes de Saint-Vincent-d'Olargues se blasonnent ainsi : parti, au premier d'azur à deux pots d'or rangés en pal, au deuxième de sable à une croix de Malte d'argent bordée d'or. |

## Politique et administration
| Période | Période  | Identité       | Étiquette | Qualité  |
| ------- | -------- | -------------- | --------- | -------- |
| 1947    | 1953     | Eloi Caunac    |           |          |
| 1953    | 2001     | Jean Sèbe      |           |          |
| 2001    | 2007     | Gilbert Fontes |           |          |
| 2007    | 2014     | Jacques Lepape | DVD       |          |
| 2014    | En cours | Bernard Fontes | SE        | Retraité |

## Démographie
| 1793  | 1800  | 1806  | 1821  | 1831  | 1836  | 1841  | 1846  | 1851  |
| ----- | ----- | ----- | ----- | ----- | ----- | ----- | ----- | ----- |
| 1 472 | 1 329 | 1 541 | 1 560 | 1 604 | 1 576 | 1 550 | 1 515 | 1 568 |

| 1856  | 1861  | 1866  | 1872  | 1876 | 1881 | 1886 | 1891 | 1896 |
| ----- | ----- | ----- | ----- | ---- | ---- | ---- | ---- | ---- |
| 1 494 | 1 434 | 1 372 | 1 305 | 928  | 836  | 929  | 781  | 740  |

| 1901 | 1906 | 1911 | 1921 | 1926 | 1931 | 1936 | 1946 | 1954 |
| ---- | ---- | ---- | ---- | ---- | ---- | ---- | ---- | ---- |
| 758  | 703  | 634  | 603  | 567  | 552  | 546  | 520  | 498  |

| 1962 | 1968 | 1975 | 1982 | 1990 | 1999 | 2006 | 2011 | 2016 |
| ---- | ---- | ---- | ---- | ---- | ---- | ---- | ---- | ---- |
| 438  | 372  | 340  | 335  | 301  | 323  | 318  | 323  | 351  |

| 2021 | 2022 | - | - | - | - | - | - | - |
| ---- | ---- | - | - | - | - | - | - | - |
| 356  | 354  | - | - | - | - | - | - | - |

## Vie locale

### Activités hors agriculture

#### Secteurs d'activités
25 établissements sont implantés  à Saint-Vincent-d'Olargues au 31 décembre 2019.
Le secteur de la construction est prépondérant sur la commune puisqu'il représente 32 % du nombre total d'établissements de la commune (8 sur les 25 entreprises implantées  à Saint-Vincent-d'Olargues), contre 14,1 % au niveau départemental.

#### Entreprises et commerces
- spéléologie ;
- randonnée pédestre.

Le nombre d'exploitations agricoles en activité et ayant leur siège dans la commune est de 7 lors du recensement agricole de 2020 et la surface agricole utilisée de 38 ha,.

## Économie

### Revenus
En 2018, la commune compte 189 ménages fiscaux, regroupant 347 personnes. La médiane du revenu disponible par unité de consommation est de 18 740 € (20 330 € dans le département).

### Emploi
|                | 2008   | 2013   | 2018   |
| -------------- | ------ | ------ | ------ |
| Commune        | 10,9 % | 11,9 % | 12,7 % |
| Département    | 10,1 % | 11,9 % | 12 %   |
| France entière | 8,3 %  | 10 %   | 10 %   |

En 2018, la population âgée de 15 à 64 ans s'élève à 202 personnes, parmi lesquelles on compte 73,2 % d'actifs (60,5 % ayant un emploi et 12,7 % de chômeurs) et 26,8 % d'inactifs,. Depuis 2008, le taux de chômage communal (au sens du recensement) des 15-64 ans est supérieur à celui de la France et du département.
La commune est hors attraction des villes,. Elle compte 48 emplois en 2018, contre 38 en 2013 et 31 en 2008. Le nombre d'actifs ayant un emploi résidant dans la commune est de 127, soit un indicateur de concentration d'emploi de 37,5 % et un taux d'activité parmi les 15 ans ou plus de 47,2 %.
Sur ces 127 actifs de 15 ans ou plus ayant un emploi, 41 travaillent dans la commune, soit 32 % des habitants. Pour se rendre au travail, 91,2 % des habitants utilisent un véhicule personnel ou de fonction à quatre roues, 1,6 % les transports en commun, 1,6 % s'y rendent en deux-roues, à vélo ou à pied et 5,6 % n'ont pas besoin de transport (travail au domicile).

## Culture locale et patrimoine

### Lieux et monuments

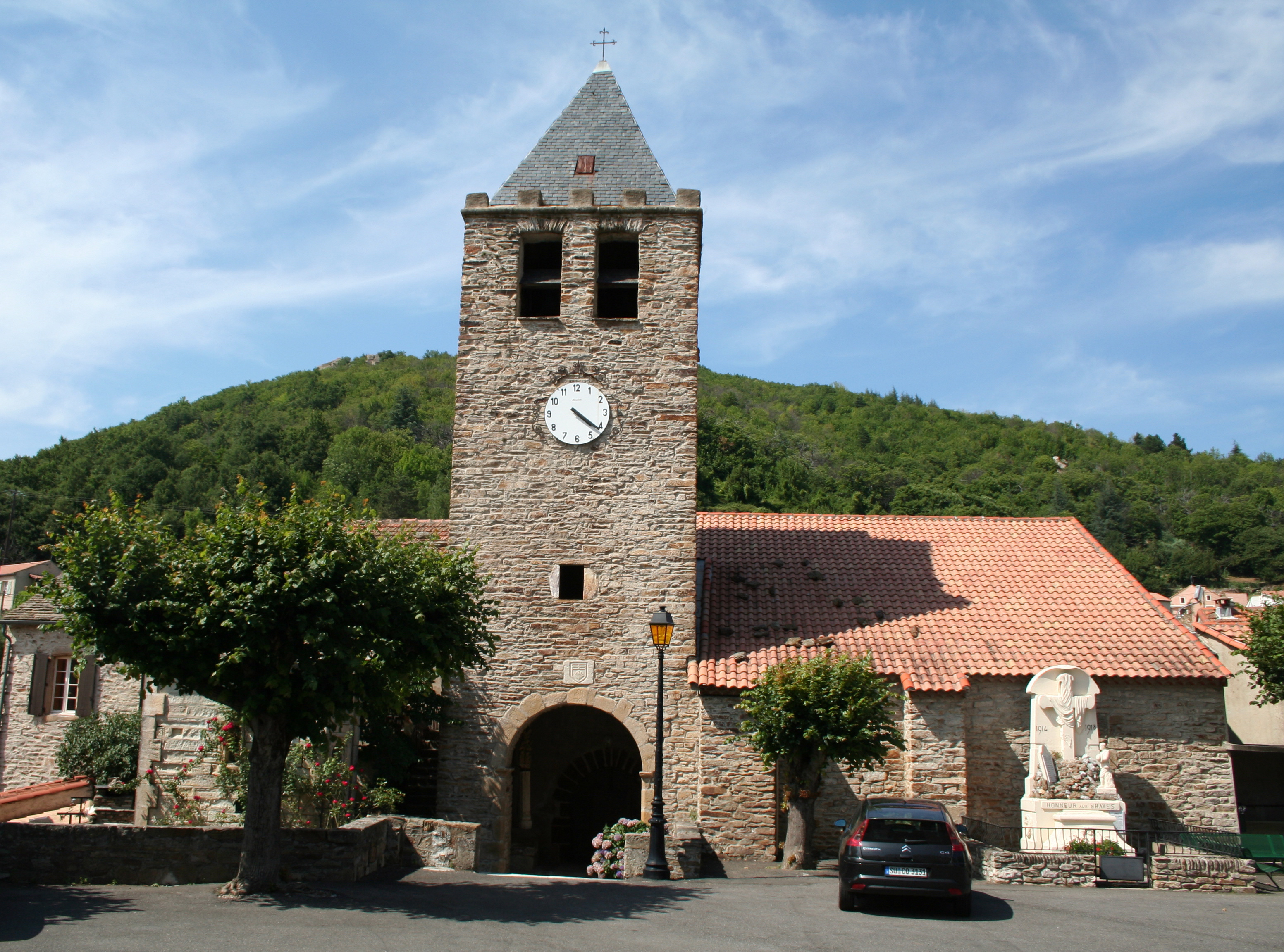
Église

- L'église de Saint-Vincent de Saint-Vincent-d'Olargues : elle contient des représentations picturales très bien conservées. L'église abrite également un calvaire remarquable.
- Tour romane à Gallergues.
- Maison Renaissance à Julio.
- Pont du Cros.
- Chapelle Saint-Martin-des-Œufs citée en 1694.
- Ancienne mine.
- Forêt domaniale de Carcadal.

### Fonds d'archives
- Fonds : Archives communales de Saint-Vincent-d'Olargues (1679-1950) [5,53 ml].  Cote : 291 EDT. Montpellier : Archives départementales de l'Hérault (présentation en ligne).